# 璧山区
璧山区（へきざんく）は中華人民共和国重慶市に位置する市轄区。

## 歴史
唐代に璧山県が設置された。地名は県内の璧山（別名巴山）に由来する。2014年6月に市轄区の璧山区に昇格。

## 行政区画
下部に6街道、9鎮を管轄する。
- 街道:璧城街道、璧泉街道、青杠街道、来鳳街道、丁家街道、大路街道
- 鎮:八塘鎮、七塘鎮、河辺鎮、福禄鎮、大興鎮、正興鎮、広普鎮、三合鎮、健竜鎮

## 交通

### 鉄道

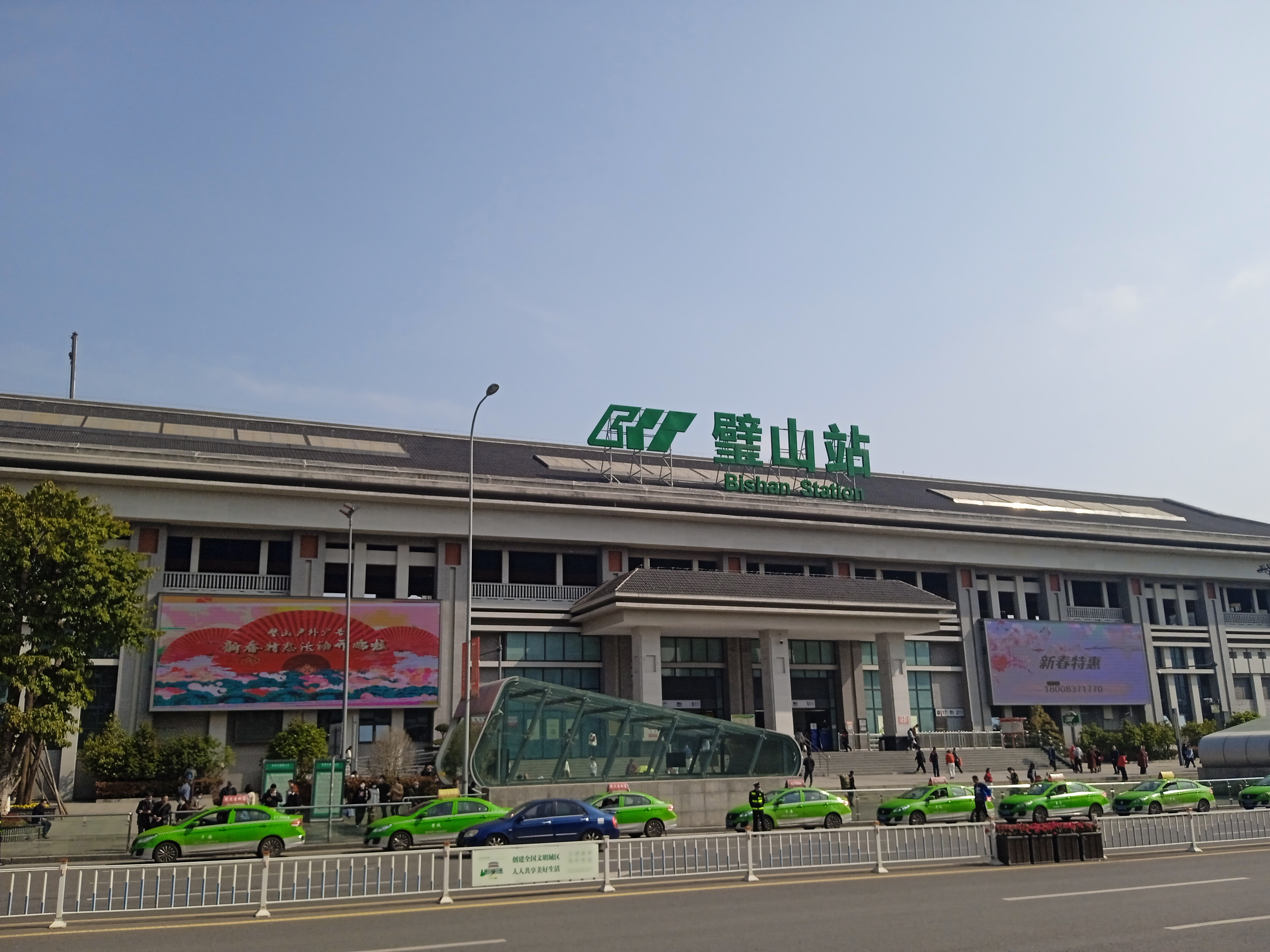
重慶軌道交通1号線璧山駅

- 成渝旅客専用線
  - 璧山駅
- 重慶軌道交通
  - 1号線
  - 重慶市郊外鉄道壁銅線（中国語版）
- 重慶雲巴（中国語版）

### 道路
- 高速道路
  -  銀昆高速道路
  -  成渝環状高速道路
  -  渝蓉高速道路（中国語版）
  -  渝瀘複線高速道路
- 国道
  - G244国道（中国語版）
  - G319国道

## 健康・医療・衛生
- 重慶市璧山区婦幼保健院
- 重慶市璧山区中医院
- 璧山区人民医院